# امید احمدی (قایقران)
امید احمدی (زاده ۲۸ فروردین ۱۳۷۴ در زنجان) عضو تیم ملی قایقرانی بزرگسالان ایران در رشته کایاک می‌باشد.
او ابتدا در رشته بسکتبال فعالیت داشت و در سال ۱۳۸۹ رشته قایقرانی را زیر نظر مربی قایقرانی استان زنجان آقای محمد رضا مقدمی شروع به فعالیت کرد و در سال ۱۳۹۵ وارد تیم ملی قایقرانی ایران شد، او در اولین مسابقات قهرمانی آسیای خود در کشور چین در کایاک چهارنفره حضور داشت و توانست رتبه چهارم آسیا را کسب کند.
در سال ۱۳۸۸ توانست با شرکت در مسابقات قهرمانی آسیایی ازبکستان به چهار مدال (۲ مدال نقره و ۲ مدال برنز) دست یابد.
بعد چند ماه به رقابتهای قهرمانی جهان اعزام شد و در ماده کایاک تک نفره ۱۰۰۰ متر پارو زد.
اخیراً هم در مسابقات قهرمانی جهان و کسب سهمیه المپیک در کشور مجارستان در ماده کایاک چهار نفره ۵۰۰ متر حضور داشت و در حال حاضر برای رقابت‌های قهرمانی آسیا و کسب سهمیه که در سال ۱۳۹۹ در کشور تایلند برگزار خواهد شد در اردوی تیم ملی حضور دارد.